# Doğan Karakuş
Doğan Karakuş (* 19. Mai 1993 in Diyarbakır) ist ein türkischer Fußballspieler.

## Karriere
Karakuş kam in Diyarbakır auf die Welt und zog bereits in Kindesalter mit seiner Familie in die westtürkische Provinz Kocaeli. Hier begann er 2006 in der Jugend von MAP Kavaklıspor mit dem Vereinsfußball. Bereits ein Jahr später wechselte er dann in die Jugend von Kocaeli Büyükşehir Belediyesi Kağıtspor und nach einem Jahr dann in die Jugend von Kocaelispor. Nachdem Kocaelispor in große finanzielle Engpässe geriet und die meisten seine Spieler gehen lassen musste, meldete der Verein Insolvenz an. Um dennoch weiter am Spielbetrieb teilnehmen zu können, wurde die Profimannschaft mit Spielern der Reserve- und Jugendmannschaften aufgestockt. In diesem Zusammenhang erhielt auch Karakuş im Sommer 2011 einen Vertrag. In der Profimannschaft etablierte er sich auf Anhieb und wurde mit 16 Toren in 30 Spielen eines der torgefährlichsten Teams seines Vereins. Dennoch stieg er mit seinem Verein zum Saisonende in die TFF 3. Lig ab. In dieser Liga wurde Karakuş mit 22 Toren Torschützenkönig der TFF 3. Lig 2012/13.
Zum Sommer 2013 wechselte er zum neuen Drittligisten Altınordu Izmir. Mit diesem Klub erreichte er zwei Tage vor Saisonende die Drittligameisterschaft und damit den Aufstieg in die TFF 1. Lig.
In der Sommertransferperiode 2014/15 verpflichtete der westtürkische Drittligist Bandırmaspor Karakuş. Nachdem er hier eine halbe Saison gespielt hatte, wurde er für die Rückrunde der Saison 2014/15 an den Ligakonkurrenten Keçiörengücü ausgeliehen. In der Saison 2015/16 wurde er im Kader behalten und half dann mit seinen zehn Ligatoren dazu, dass sein Verein die Spielzeit als Play-off-Sieger beendete und in die TFF 1. Lig aufstieg.
Nachdem Bandırmaspor den Klassenerhalt verfehlt hatte, wechselte er zur Saison 2017/18 zum Zweitligisten Giresunspor. Noch innerhalb der gleichen Transferperiode und ohne Pflichtspieleinsatz löste er seinen Vertrag nach gegenseitigem Einvernehmen auf und heuerte stattdessen beim Drittligisten Altay Izmir an.

## Erfolge
Mit Altınordu Izmir
- Meister der TFF 2. Lig und Aufstieg in die TFF 1. Lig: 2013/14

Mit Bandırmaspor
- Play-off-Sieger der TFF 2. Lig und Aufstieg in die TFF 1. Lig: 2015/16

## Auszeichnungen
- Torschützenkönig der TFF 3. Lig: 2012/13